# Дятлів Петро Юрійович

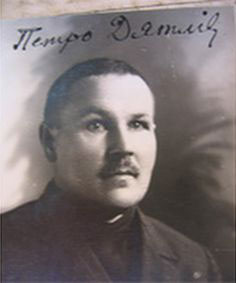
Петро Дятлів.

Петро́ Ю́рійович Дя́тлов (або Дя́тлів, як він писав у автобіографії та підписувався в документах; *13 лютого 1883, м. Стародуб, Чернігівська губернія — †3 листопада 1937, ур.Сандармох, Республіка Карелія) — український політичний діяч, революціонер, перекладач, редактор і публіцист.
Жертва сталінського терору.

## Біографічні відомості
Народився у м. Стародуб Чернігівської губернії у сім'ї нащадкових ремісників. Закінчив Ніжинську гімназію. Вчився у Московському університеті, Петербурзькому політехнікумі, але не закінчив їх — відрахований як неблагонадійний. Дотримуватися лівих поглядів, вступив до товариства «Громада», а згодом до Революційної української партії та її наступниці УСДРП. Висланий царським урядом за межі Російської імперії.
Закінчив Віденський університет та здобув вищу технічну освіту в Празі.
Під час Першої світової війни співпрацював із Союзом визволення України.
Після подій жовтня 1917 в Петербурзі — працівник дипломатичного представництва радянської влади у Берліні. З липня 1924 працював у Празі. З 1925 — в УСРР (м. Харків), був ученим секретарем Наркомосу, перекладачем і редактором Держвидавництва. Професор, завідувач кафедри політекономії Харківського інституту комунального господарства.
Зазнав гонінь більшовицької влади з 1929 року. Арештований 1933 у справі «Української військової організації». Судовою трійкою при Колегії ДПУ УСРР засуджений за статтею 54-11 Кримінального кодексу УРСР на 5 років виправно-трудових таборів. Відбував покарання у Свірлагу, потім на Соловках (з лютого 1936 року).
Особливою трійкою НКВС 9 жовтня 1937 засуджений до найвищої кари. Розстріляний в урочищі Сандармох у числі 265 політичних в'язнів 3 листопада 1937 року.
Реабілітований Харківським облсудом 9 травня 1958 року та Архангельським облсудом РРФСР 5 листопада 1959 року.

## Переклади
З чеської — Готфрида Келлера, Божени Нємцової, Алоїса Їрасека.
З української: Лесі Українки, Бориса Грінченка, Івана Франка, Михайла Драгоманова, Ольги Кобилянської та ін.
З російської — В. Леніна.